# نصيحة
النصيحة هي شكل من أشكال الآراء الشخصية أو المؤسسية، أو نظم المعتقدات، أو القيم، أو التوصيات، أو التوجيهات حول مواقف معينة يتم نقلها في سياق معين من شخص إلى شخص آخر أو مجموعة أو طرف آخر. غالبًا ما يتم تقديم المشورة كدليل للعمل و / أو السلوك. بعبارة أكثر بساطة ، فإن رسالة المشورة هي نصيحة حول ما يمكن التفكير فيه أو قوله أو القيام به بطريقة أخرى لمعالجة مشكلة أو اتخاذ قرار أو إدارة موقف.

## مفهوم النصيحة

### لغة
مصدر نصح كالنصح بضم النون. وقيل النصيحة اسم مصدر والنصح مصدر وهما في اللغة بمعنى الإخلاص والتصفية من نصحت له القول والعمل أخلصته ونصحت العسل صفيته. والنصيحة إرادة بقاء نعمة الله تعالى على أخيك المسلم مما له فيه صلاح، وهي ضد الحسد.
قال الزبيدي: النصح والنصيحة والمناصحة: إرادة الخير للغير وإرشاده، له وهي كلمة جامعة لإرادة الخير

## تقديم المشورة وأخذ النصيحة في العلوم الاجتماعية
إن تلقي المشورة وإسداء النصيحة من الأمور التي تهم الباحثين في تخصصات علم النفس والاقتصاد والحكم واتخاذ القرار والسلوك التنظيمي والموارد البشرية والتواصل البشري من بين العديد من الأمور أخرى.
يميل باحثو الاتصال إلى دراسة النصائح كجزء من أبحاثهم حول الاتصال الداعم. ركزت الكثير من الأبحاث على الفروق بين الجنسين (وأوجه التشابه) في توفير وتلقي الاتصالات الداعمة.

## في الإسلام
النصيحة في الشرع :إخلاص الرأي من الغش للمنصوح وإيثار مصلحته وتسمى ديناً وإسلاماً أيضاً، كذا في فتح المبين شرح الأربعين في الحديث السابع، قال النبي {حديث الدين النصيحة، لله ولرسوله ولأئمة المسلمين وعامتهم}، - وقال الراغب: ( النصح تحري فعل أو قول فيه صلاح صاحبه )والمعنى أن الدين الجيد الإيمان بالله، والتصديق بكل ما جاء به الرسول، وطاعة أمراء المسلمين وإعانتهم في الحق، وتنبيههم حال الغفلة برفق، وأما بالنسبة للعلماء من أئمة الاجتهاد فهو حسن الظن بهم. وأما بالنسبة للعوام فهي المودة والهداية والتعليم والسعي في مصالحهم ودفع الأذى عنهم.
كما تعرف النصيحة بأنها إرادة الخير للمنصوح، بفعل ما ينفعه أو ترك ما يضره أو تعليمه ما يجهله ونحوها من وجوه الخير ؛ولهذا سماها النبي ديناً (الدين النصيحة) ، وجعلها من حقوق المسلمين فيما بينهم (حق المسلم على المسلم ست ومنها : وَإِذَا اسْتَنْصَحَكَ فَانْصَحْ لَهُ ) رواه مسلم .، وبايع بعض صحابته على النصح لكل مسلم قال جرير (: بايعت رسول الله على إقام الصلاة، وإيتاء الزكاة، والنصح لكل مسلم؛ متفق عليه..)، وعدد جوانب النصح ومجالاته عندما سئل النبي لمن النصيحة ؟ فقال (لله ولرسوله ولكتابه ولأئمة المسلمين وعامتهم).فالنصيحة تقتضي أن تفعل للآخرين من الخير ما تحبه لنفسك.قالنصيحة عبادة عظيمة تعبر عن الدين كله.

### الفرق بين النصيحة والتعيير
قال ابن رجب : الفرق بين النصيحة والتعيير - فإنهما يشتركان في أن كلًّا منهما: ذِكْرُ الإنسان بما يكره ذِكْرَه، وقد يشتبه الفرق بينهما عند كثير من الناس..واعلم أن ذِكر الإنسان بما يكره محرم إذا كان المقصود منه مجرد الذمِّ والعيب والنقص، فأما إن كان فيه مصلحة لعامة المسلمين خاصة لبعضهم وكان المقصود منه تحصيل تلك المصلحة فليس بمحرم بل مندوب إليه.
ومن الفرق بين الناصح والفاضح :فالفاجر يسعى لإشاعة السوء ومحبته إيذاء أخيه المؤمن وإدخال الضرر عليه، أما الناصح فدافعه حب الخير لأخيه كما يحبه لنفسه فالنَّاصح: غرضُه بذلك إزالة عيب أخيه المؤمن، واجتنابه له، والفاضح غرضه إشاعة السوء وذم أخيه وتعييره بعيبه.

### مجالاتها
النصيحة تستوعب مجالات الحياة كلها ؛لإن النبي سمها الدين، والدين عند المسلمين يستوعب شؤون الحياة كلها.وقد جاء في الحديث بعض المجالات ومنها :

### النصيحة لله
1. القيام بأداء واجباته على أكمل وجوهها، وهو مقام الإحسان.
2. لإيمان به، ووصفه بجميع صفات الكمال والجلال، وتنزيهه عن جميع النقائص.
3. القيام بطاعته، وتجنب معصيته.
4. الحب والبغض فيه، وموالاة من أطاعه، ومعاداة من عصاه، والرغبة في محابه، والبعد عن مساخطه.
5. الاعتراف بنعمته، وشكره عليها.
6. الدعاء إلى جميع ذلك (( أي ما سبق)) وتعليمه، والإخلاص فيه لله.[8]

### النصيحة لكتابه
والنصيحة لكتاب الله تكون في صور منها :
1. الإيمان به، وأنه منزل من عند الله .
2. تلاوته وتدبره.
3. تعلم ألفاظه ومعانيه.
4. العمل به، والتأدب بادآبه.

### النصيحة للرسول
ذكر الخطابي وغيره من العلماء بعض صور النصيحة للرسول ومنها :
1. تصديقه على الرسالة والإيمان بجميع ما جاء به.
2. وطاعته في أمره ونهيه.
3. ونصرته حيا وميتا ومعاداة من عاداه وموالاة من والاه.
4. إعظام حقه وتوقيره وإحياء طريقته وسنته.
5. ونشر سنته ونفي التهمة عنها .
6. التخلق بأخلاقه والتأدب بآدابه.
7. محبة أهل بيته وأصحابه ومجانبة من ابتدع في سنته أو تعرض لأحد من أصحابه ونحو ذلك.

### النصيحة لأئمة المسلمين
ومن النصيحة لهم :
1. معاونتهم على الحق، وطاعته فيه.
2. وأمرهم به، وتذكيرهم برفق ولطف، وإعلامهم بما غفلوا عنه من حقوق المسلمين .
3. وترك الخروج عليهم، والدعاء عليهم.
4. وبتألف قلوب الناس لطاعتهم، والصلاة خلفهم، والجهاد معهم، وأداء الصدقات لهم.
5. وأن لا يطروا بالثناء الكاذب، وأن يدعى لهم بالصلاح، وقيل : هم العلماء، فنصيحتهم قبول ما رووه، وتقليدهم في الأحكام، وإحسان الظن بهم .[10]

### النصيحة لعامة المسلمين
النصيحة من بين ستة من حقوق المسلمين على بعضهم،«وإذا استنصحك فانصح له»،ومن صورها:
1. إرشادهم إلى مصالحهم وتعليمهم أمور دينهم ودنياهم.
2. ستر عوراتهم وسد خلاتهم.
3. نصرتهم على أعدائهم والذب عنهم.
4. أن يحب لهم ما يحب لنفسه ويكره لهم ما يكره لنفسه وما شابه ذلك.[12]

### أقوال
- روى مسلم عن تميم الداري، قال رسول الله «الدين النصيحة، قلنا: لمن يا رسول الله ؟ قال: لله ولكتابه ولرسوله ولأئمة المسلمين وعامتهم»
- عن جرير بن عبد الله، قال رسول الله: «بايعت رسول الله ﷺ  على إقام الصلاة، وإيتاء الزكاة، والنصح لكل مسلم»
- قال الإمام الشافعي في النصيحة: تعمدني بنصحك في انفرادي

وجنبني النصيحة في الجماعة

فإن النصح بين الناس نوع

من التوبيخ لا أرض استماعه
- قال ابن حزم:«إذا نصحتَ فانْصَح سِرًّا لا جهرًا، أو بتَعريضٍ لا بتصريحٍ، إلا لمن لا يفهم، فلا بُد من التَّصريح له، ولا تَنْصح على شرط القبول منك»[13]

### حكمها
- قال أَبُو حاتم:النصيحة تجب على الناس كافة، ولكن إبداؤها لا يجب إلا سرًا ؛لأن من وعظ أخاه علانية فقد شانه ومن وعظه سرا فقد زانه، فإبلاغ المجهود للمسلم فيما يزين أخاه أحرى من القصد فيما يشينه.عن سُفْيَان قَالَ قلت لمسعر تحب أن يخبرك رجل بعيوبك؟ قَالَ : أما أن يجيء إنسان فيوبخني بها فلا وأما أن يجيء ناصح فنعم.[14] وقال النووي : والنصيحة فرض كفاية إذا قام بها من يكفى سقط عن غيره وهي لازمة على قدر الطاقة.[15]

هناك حالات تتعين بها النصيحة وهي:
- التعيين من قبل السلطان.
- إذا تركها الجميع.
- إذا تفرد الناصح بالعلم بأن معروفاً قد ترك أو منكراً قد ارتكب.
- انحصار القدرة في أشخاص محددين.
- عند تغير الأحوال وكثرة المنكرات.
- في حال طلب المنصوح النصيحة.[16]